# Alloclubionoides circinalis
Alloclubionoides circinalis är en spindelart som först beskrevs av Gao et al. 1993.  Alloclubionoides circinalis ingår i släktet Alloclubionoides och familjen mörkerspindlar. Inga underarter finns listade i Catalogue of Life.